# 闍那崛多
阇那崛多（梵文：Jñānagupta，523年—600年？），北印度犍陀罗国出身译经僧人。北周、隋朝時来中国将佛典译成漢文。
阇那崛多姓金步氏，译名德志。父親为宰相之职。年少时立愿出家，师从闍那耶舍、闍若那跋達囉。随本师历游诸国。由迦臂施国、嚈噠国、于闐、吐谷渾经过鄯州进入北周境内。周明帝武成年間（559年—560年）初至长安，留居草堂寺。周武帝时为造四天王寺居住，在朝廷的支持下从事译经活动。後住益州龍淵寺。
建德三年（574年）周武帝灭佛，准许他還俗受爵，从儒教之礼。他没有接受，由甘州入突厥。这时，闍那耶舍、闍若那跋達囉已经去世。北齐武平六年（575年），阇那崛多带领十名僧人赴西域取经，七年後，带着二百六十卷梵語佛典回到突厥。
当時隋朝开始统治中国，隋文帝再兴佛教。開皇四年（584年）在文帝的邀請下，再至京师。開皇五年（585年）以后，文帝建立大兴善寺，阇那崛多在那里翻译佛经。将《佛本行集经》、《法炬》、《威德》、《护念》、《贤护》等三十七部一百七十六卷佛教翻译成汉文。

## 传记资料
- 《续高僧传》卷二
- 《历代三宝紀》卷十二
- 《開元释教録》卷七